# 스위스 여자 슈퍼리그
스위스 여자 슈퍼리그(영어: Women’s Super League)는 스위스의 가장 높은 여자 축구 리그이다. 1970년에 나티오날리가 A(독일어: Nationalliga A)라는 이름으로 설립되었으며, 2020-21 시즌부터 현재의 이름으로 바뀌었다.
현재 프랑스의 보험 그룹인 AXA가 스폰서로 참가하고 있다.